# باشگاه والیبال فنرباغچه

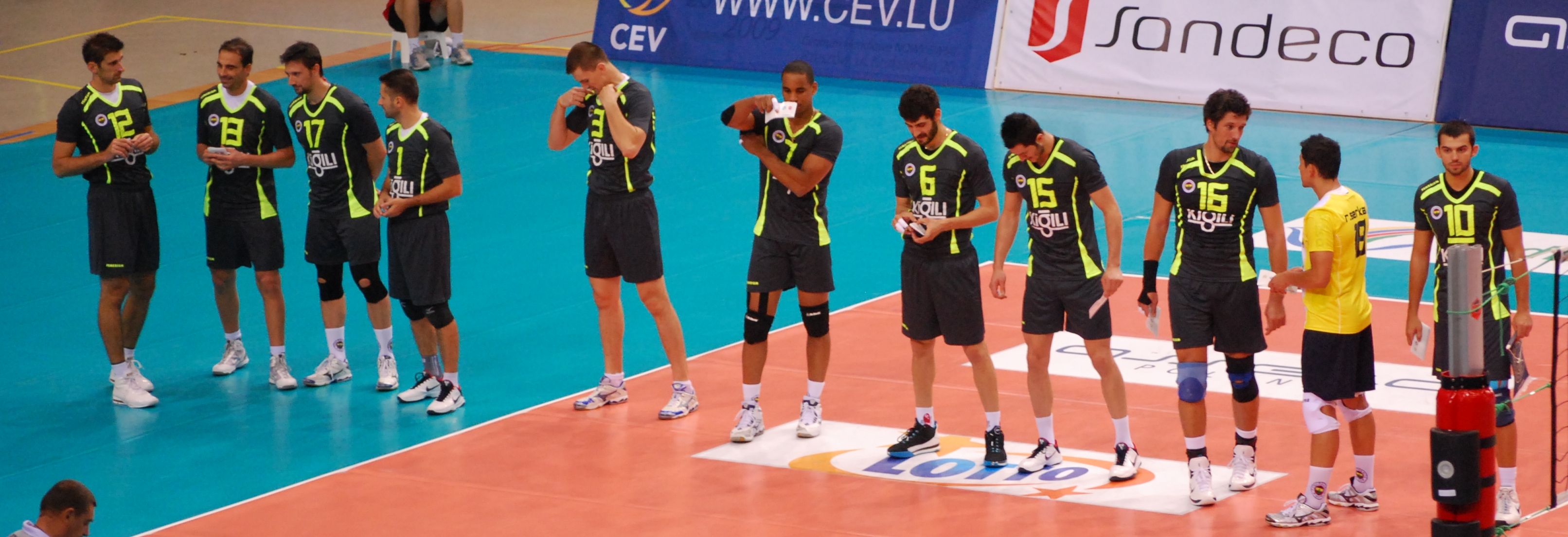
باشگاه والیبال مردان فنرباغچه

باشگاه والیبال مردان فنرباغچه (به انگلیسی: Fenerbahçe Men's Volleyball) گروندیگ فنرباغچه یکی از باشگاه‌های بزرگ والیبال مستقر در استانبول است که در لیگ برتر ترکیه حضور دارد. این باشگاه در ۲۱ ژوئیه سال ۱۹۲۷ با نام باشگاه فنرباغچه تأسیس شد. گروندیگ ییلدیریم مدیر عامل این باشگاه است.
تیم فنرباغچه توانست مقام سوم لیگ برتر مردان ترکیه را در سال ۲۰۲۱-۲۰۲۲ کسب کند.